# Florian Dietz
Florian Dietz (* 3. August 1998 in Bad Neustadt an der Saale) ist ein deutscher Fußballspieler. Der Stürmer steht beim 1. FC Köln unter Vertrag.

## Karriere
Dietz spielte in der Jugend für den TSV Großbardorf und den FC Carl Zeiss Jena, bei dem er auch seine ersten Einsätze im Erwachsenenfußball in der viertklassigen Regionalliga Nordost hatte. Am 22. Juli 2017 hatte er im Spiel gegen den SV Wehen Wiesbaden seinen ersten Einsatz im Profifußball, als er in der 57. Minute für Firat Sucsuz eingewechselt wurde.
Dietz absolvierte 38 Spiele für den FC Carl Zeiss Jena, bevor er sich im Mai 2018 der in die Regionalliga Nord abgestiegenen Werder Bremens Zweitmannschaft anschloss. In 23 Partien traf Dietz dreimal.
Vor dem 6. Spieltag der Drittligasaison 2019/20 verpflichtete ihn die SpVgg Unterhaching und stattete ihn mit einem Dreijahresvertrag aus. Er kam auf 20 Drittligaeinsätze, blieb allerdings torlos.
Zur Saison 2020/21 wechselte Dietz zunächst für ein Jahr auf Leihbasis zur zweiten Mannschaft des 1. FC Köln. Aufgrund eines Kreuzbandrisses im linken Knie am 12. Spieltag kam er lediglich 12-mal in der Regionalliga West zum Einsatz und erzielte 4 Tore. Zur Saison 2021/22 wurde er schließlich fest verpflichtet. In seinem zweiten Jahr erzielte er in 18 Spielen 13 Tore und empfahl sich für höhere Aufgaben. Zur Saison 2022/23 unterschrieb Dietz einen Profivertrag bis zum 30. Juni 2025 und rückte in den Bundesligakader von Steffen Baumgart auf. Am 7. August 2022 stand Dietz im Startkader im Spiel gegen Schalke 04 und bestritt sein erstes Bundesligaspiel. Nur eine Woche später erzielte er beim Auswärtsspiel in Leipzig sein erstes Bundesligator. Ende Oktober 2022 zog er sich am 12. Spieltag erneut einen Kreuzbandriss zu, dieses Mal im rechten Knie, und fiel bis zum Saisonende aus. Bis dahin war Dietz 11-mal in der Bundesliga zum Einsatz gekommen und hatte ein Tor erzielt. Nach seiner Genesung absolvierte er in der Saison 2023/24 fünf Spiele in der Bundesliga, aus der er mit Köln aber abstieg.
In der Saison 2024/25 kam er in Folge bis zur Winterpause zu drei Einsätzen in der 2. Bundesliga. Im Januar 2025 wurde er an den österreichischen Bundesligisten SCR Altach verliehen. Während der Leihe absolvierte er sieben Spiele in der Bundesliga, in denen er zwei Tore erzielte. Im Sommer 2025 kehrte er nach Köln zurück, wurde aber in der Kaderliste auf der Klub-Website des 1. FC Köln nicht erwähnt.